# Cache (Oklahoma)
Cache ist eine Stadt im Comanche County, Oklahoma, in den Vereinigten Staaten. Die Einwohnerzahl betrug bei der Volkszählung 2010 2.796 Personen. Cache ist Teil des Großraums um Lawton. Hier befindet sich Star House, das ehemalige Haus des Comanchen-Häuptlings Quanah Parker, des wichtigsten Anführers der Quahadi-Comanchen während der Indianerkriege und des Übergangs zum Leben im Reservat.

## Geographie
Nach Angaben des United States Census Bureau hat Cache eine Gesamtfläche von 3,4 Quadratmeilen (8,8 km²) von denen 3,4 Quadratmeilen (8,8 km²) Land und 0,29 % Wasserfläche sind.

## Demographie
Bei der Volkszählung von 2010 lebten 2796 Menschen, 1037 Haushalte und 780 Familien in der Stadt. Die Bevölkerungsdichte betrug 795,9 Einwohner pro Quadratmeile (307,3/km²). Es gab 1140 Wohneinheiten mit einer durchschnittlichen Dichte von 324,5 pro Quadratmeile (125,3/km²). Die Ethnienstruktur der Stadt setzte sich zusammen aus 70,8 % Weißen, 2,5 % Afroamerikanern, 18,6 % amerikanischen Ureinwohnern (13,45 % Comanche), 0,4 % Asiaten, 0,3 % pazifischen Inselbewohnern und 6,59 % aus anderen Ethnien. 6,1 % der Bevölkerung waren hispanischer oder lateinamerikanischer Abstammung.
Es gab 1037 Haushalte, in denen zu 42,3 % Kinder unter 18 Jahren lebten, 52,1 % waren verheiratete Paare, die zusammenlebten, 16,0 % hatten einen weiblichen Haushaltsvorstand ohne Ehemann. 21,5 % aller Haushalte bestanden aus Einzelpersonen, und in 8,0 % lebte eine alleinstehende Person im Alter von 65 Jahren oder älter. Die durchschnittliche Haushaltsgröße lag bei 2,70 und die durchschnittliche Familiengröße bei 3,10.
In der Stadt war die Bevölkerung breit gestreut: 28,1 % waren unter 18 Jahre alt, 9,0 % zwischen 18 und 24 Jahren, 26,5 % zwischen 25 und 44 Jahren, 24,0 % zwischen 45 und 64 Jahren und 11,3 % waren 65 Jahre oder älter. Der Altersmedian lag bei 33,2 Jahren. Auf 100 weibliche Personen kamen 95,8 männliche. Auf 100 Frauen im Alter von 18 Jahren und älter kamen 92,6 Männer.
Das Medianeinkommen eines Haushalts in der Stadt lag bei 41.220 Dollar und das Medianeinkommen einer Familie bei 51.840 Dollar. Das Medianeinkommen der Männer lag bei 48.672 Dollar, das der Frauen bei 33.051 Dollar. Das Pro-Kopf-Einkommen in der Stadt betrug 19.299 Dollar. Etwa 10,0 % der Familien und 17,1 % der Bevölkerung lebten unterhalb der Armutsgrenze, darunter 19,5 % der unter 18-Jährigen und 18,1 % der über 65-Jährigen.
2020 lebten 2.930 Menschen in Cache, eine Erhöhung von 4,8 % zu 2010.

### Verwaltung
Cache ist eine Stadtverwaltung nach dem Alderman-Modell. Die Hauptbefugnis in der Stadt liegt beim Stadtrat, der Verordnungen, Beschlüsse und Verträge genehmigt. Die Stadt ist in vier Bezirke unterteilt, wobei jeder Bezirk einen einzelnen Stadtratsvertreter für eine vierjährige Amtszeit wählt. Der Bürgermeister, der alle vier Jahre gewählt wird, führt den Vorsitz und legt die Tagesordnung des Stadtrats fest, wobei er als Regierungschef in erster Linie eine zeremonielle Funktion hat. Der Bürgermeister hat die Befugnis, einen Jahreshaushalt aufzustellen, Abteilungsleiter zu ernennen, die vom Stadtrat bestätigt werden müssen, städtische Angestellte zu entlassen oder zu suspendieren, städtische Verordnungen durchzusetzen und Verstöße gegen städtische Vorschriften mit Zustimmung des Stadtrats zu verwerfen.
Auf Bundesebene liegt Cache im vierten Kongresswahlbezirk von Oklahoma, der seit 1993 von Tom Cole vertreten wird. Im Senat des Bundesstaates liegt Cache im Distrikt 32, der von Randy Bass vertreten wird. Im Repräsentantenhaus liegt Cache in Distrikt 63 und wird von dem Republikaner Don Armes vertreten.

### Historische Bauwerke
In Cache gibt es mehrere im „National Register of Historic Places in Comanche County, Oklahoma“ gelistete Orte, darunter:
- Quanah Parker Star House
- Buffalo Lodge
- Ingram-Haus
- Ferguson-Haus
- Boulder Hütte
- Arrastra-Gelände
- Sub Shack (jetzt "Restoration Church of God")[8]

### Schulen
In Cache gibt es eine öffentliche Grundschule, drei Mittelschulen und eine Oberschule.